# 1956年コルチナ・ダンペッツオオリンピックのオランダ選手団
1956年コルチナ・ダンペッツオオリンピックのオランダ選手団（1956ねんコルチナ・ダンペッツオオリンピックのオランダせんしゅだん）は、1956年1月26日から2月5日まで、イタリアのコルティーナ・ダンペッツォで開催された1956年コルチナ・ダンペッツオオリンピックのオランダ選手団、およびその競技結果。

## 概要
今大会はメダルなしに終わった。オランダ選手団が冬季オリンピックでメダルなしに終わったのは1948年サンモリッツオリンピック以来。

## メダル
オランダ勢のメダル獲得はなかった。